# Henri Delaborde (pittore)
Conte Henri Delaborde (Rennes, 1811 – Parigi, 1899) è stato un critico d'arte, pittore storico francese, figlio del Conte Henri-François Delaborde.

## Biografia
Studiò per qualche tempo a Parigi con Delaroche e, in seguito, dipinse rappresentazioni storiche di tipo classico convenzionale.
Fu padre dello storico Henri-François Delaborde.
Divenne ufficiale della Legion d'Onore nel 1870.

## Opere
Tra le sue opere vi sono: 
- Hagar nel Deserto (1836, Museo di Digione)
- Sant'Agostino (1837)
- I cavalieri di San Giovanni di Gerusalemme che ristabiliscono la religione in Armenia (1844), a Versailles

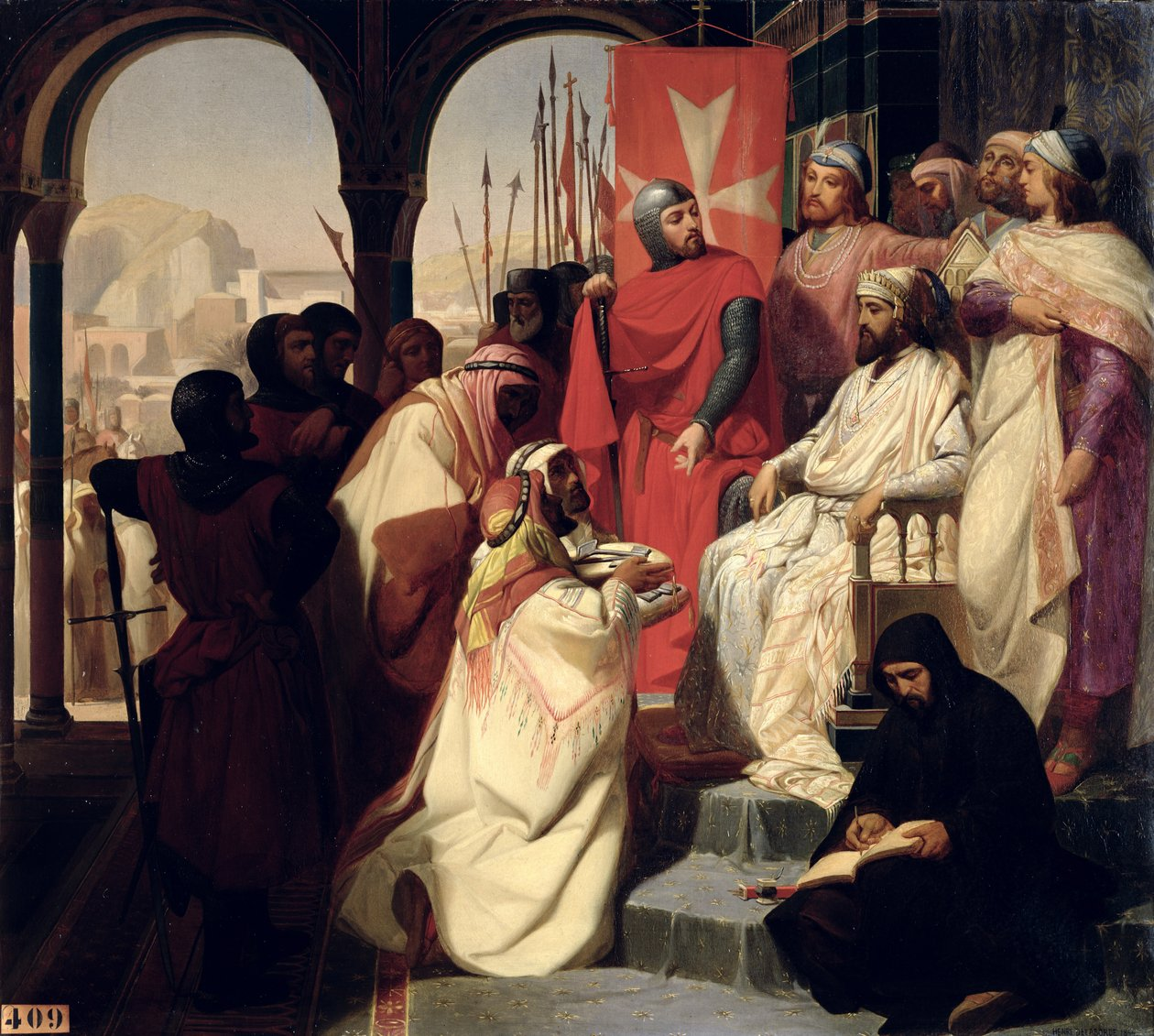
Costantino V d'Armenia assiso sul suo trono circondato dagli Ospedalieri.
"Les chevaliers de Saint-Jean-de-Jerusalem rétablissant la religion en Arménie", dipinto da Henri Delaborde (1844).

Realizzò anche affreschi nella Basilica di Santa Clotilde.
Egli è però noto principalmente come critico d'arte. Oltre ai suoi scritti, come segretario perpetuo dell'Accademia di Belle Arti, contribuì alla Revue des Deux Mondes (Rivista dei Due Mondi) e ad altri periodici. 
Gli articoli sono stati riuniti nelle raccolte Mélanges sur l'art contemporain (1866) e Etudes sur les beaux-arts en France et en Italie (1864). 
Pubblicò, tra gli altri, anche i seguenti volumi: 
- Ingres, sa vie, ses travaux, sa doctrine (1870)
- Lettres et pensés d'Hippolyte Flandrin (1865)
- Gérard Édelinck (1886)
- La gravure (1882)
- La gravure en Italie (1883)
- Marc Antoine Raimondi (1887)
- La Maîtres florentins du XV siècle (1889)
- L'Académie des Beaux-Arts depuis la fondation de l'Institut de France (1891)

Il Conte Delaborde fu eletto all'Istituto di Francia nel 1868 e fu conservatore del dipartimento delle stampe della Biblioteca Nazionale a Parigi tra il 1864 ed il 1885.